# Кларк (Пенсільванія)
Кларк (англ. Clark) — місто (англ. borough) в США, в окрузі Мерсер штату Пенсільванія. Населення — 576 осіб (2020).

## Географія
Кларк розташований за координатами 41°17′10″ пн. ш. 80°24′14″ зх. д. / 41.28611° пн. ш. 80.40389° зх. д. (41.286211, -80.403887).  За даними Бюро перепису населення США в 2010 році місто мало площу 9,38 км², з яких 7,80 км² — суходіл та 1,58 км² — водойми.

## Демографія
Згідно з переписом 2010 року, у селищі мешкало 640 осіб у 240 домогосподарствах у складі 199 родин. Густота населення становила 68 осіб/км².  Було 243 помешкання (26/км²).
Расовий склад населення:
| - 98,4 % — білих - 0,2 % — чорних або афроамериканців |

До двох чи більше рас належало 0,6 %. Частка іспаномовних становила 0,5 % від усіх жителів.
За віковим діапазоном населення розподілялося таким чином: 23,0 % — особи молодші 18 років, 60,9 % — особи у віці 18—64 років, 16,1 % — особи у віці 65 років та старші. Медіана віку мешканця становила 44,7 року. На 100 осіб жіночої статі у селищі припадало 102,5 чоловіків;  на 100 жінок у віці від 18 років та старших — 101,2 чоловіків також старших 18 років.
Середній дохід на одне домашнє господарство  становив 68 657 доларів США (медіана — 64 318), а середній дохід на одну сім'ю — 73 202 долари (медіана — 68 542). За межею бідності перебувало 11,2 % осіб, у тому числі 18,2 % дітей у віці до 18 років та 20,6 % осіб у віці 65 років та старших.
Цивільне працевлаштоване населення становило 256 осіб. Основні галузі зайнятості: освіта, охорона здоров'я та соціальна допомога — 27,3 %, виробництво — 21,1 %, роздрібна торгівля — 17,2 %.